# 尼崎市総合文化センター
尼崎市総合文化センター （あまがさきしそうごうぶんかせんたー）は、兵庫県尼崎市にある複合文化施設。

## 概要
芸術文化（美術・音楽・演劇などの活動）の拠点に使用することを想定した施設として、1982年にグランドオープン。オープン後は、関西二期会（声楽家集団）の活動拠点にもなっている。
美術館や文化教室の役割をもつ文化棟（1975年1月10日開館）と、音楽・演劇公演の会場となるホール棟（1982年7月10日開館）で構成。2012年3月31日までは財団法人尼崎市総合文化センター、翌4月1日からは公益財団法人尼崎市文化振興財団が運営している。
施設の一角は、1996年10月26日の「エフエムあまがさき」開局を機に、コミュニティ放送用のスタジオに充てられている。「エフエムあまがさき」は株式会社として設立された後に、2009年4月1日から当施設の運営団体（財団法人尼崎市総合文化センター→公益財団法人尼崎市文化振興財団）が特定地上基幹放送局免許人の地位を承継。尼崎市から尼崎市文化振興財団に対する業務委託の終了に伴って、「エフエムあまがさき」としては2023年3月31日をもって閉局した。これに対して、「エフエムあまがさき」のパーソナリティ有志などが、2022年10月に一般社団法人みんなのあま咲き放送局を設立。この法人は、特定地上基幹放送局の免許を尼崎市文化振興財団から承継した後に、2023年10月2日から「みんなのあま咲き放送局」という名称でスタジオの使用とコミュニティ放送を再開している。

## 大ホール
メインホールのあましんアルカイックホール（旧称：尼崎市総合文化センター大ホール）は、1820名収容の音楽コンサートを主用途とする。優良ホール100選に選ばれているほか、オーストラリアのシドニー・オペラハウスと友好ホール提携を結んでいる。1982年7月10日に朝比奈隆指揮の大阪フィルハーモニー交響楽団が「交響曲第5番 (チャイコフスキー)」でこけら落し公演を開催した。

## 施設
ホテル棟を除き、全て公益財団法人尼崎市文化振興財団の所有である。
文化棟
- 美術ホール― 5階ホール、4階ホール
- ギャラリーアルカイック
- 尼崎市立地域研究史料館－7階
- 宴会場など

ホール棟
- あましんアルカイックホール（旧称：尼崎市総合文化センター大ホール）
1820名収容。
- あましんアルカイックホール・オクト（旧称：尼崎市総合文化センター中ホール）
650～804名収容。コンピューター制御により、壁や床、客席を移動させることができる可変型ホール。
- 小ホール（愛称：アルカイックホール・ミニ）
250名収容の小ホール。
- リハーサル室
- 練習室

2012年1月31日に、尼崎信用金庫（あましん）との間で、大ホール・中ホールの命名権契約を締結した。当初の契約期間は2012年4月1日から2015年3月31日までの3年間（年間契約料700万円）で、以降も契約を更新中。契約期間中には、大ホールに「あましんアルカイックホール」、中ホールに「あましんアルカイックホール・オクト」という呼称を用いている。
ホテル棟（住友生命ニューアルカイックビル／都ホテル 尼崎）
- 高さ100メートル、地上22階、地下1階建
- 客室185室・宴会場16室など

かつては建物を住友生命が所有し、株式会社ホテルニューアルカイックが運営を行う、ホテルニューオータニの提携ホテルであったが、2007年に近畿日本鉄道が建物と経営権をそれぞれ取得し、2008年4月から近鉄ホテルシステムズにより運営が行われている。2011年4月にホテル名を「都ホテルニューアルカイック」に改称した。
2019年4月には、都ホテルズ&リゾーツのブランド再編に伴い、ホテル名を「都ホテル 尼崎」に改称した。

## アクセス
- 尼崎駅 (阪神)徒歩6分
  - ペデストリアンデッキにより敷地内までつながれている。
- 尼崎駅 (JR西日本)より阪神バス（尼崎市内線）「尼崎総合文化センター」下車
- 塚口駅 (阪急)から阪急バス「尼崎総合文化センター」下車
- 阪神バス（阪神線）「尼崎文化センター前」下車

## ギャラリー

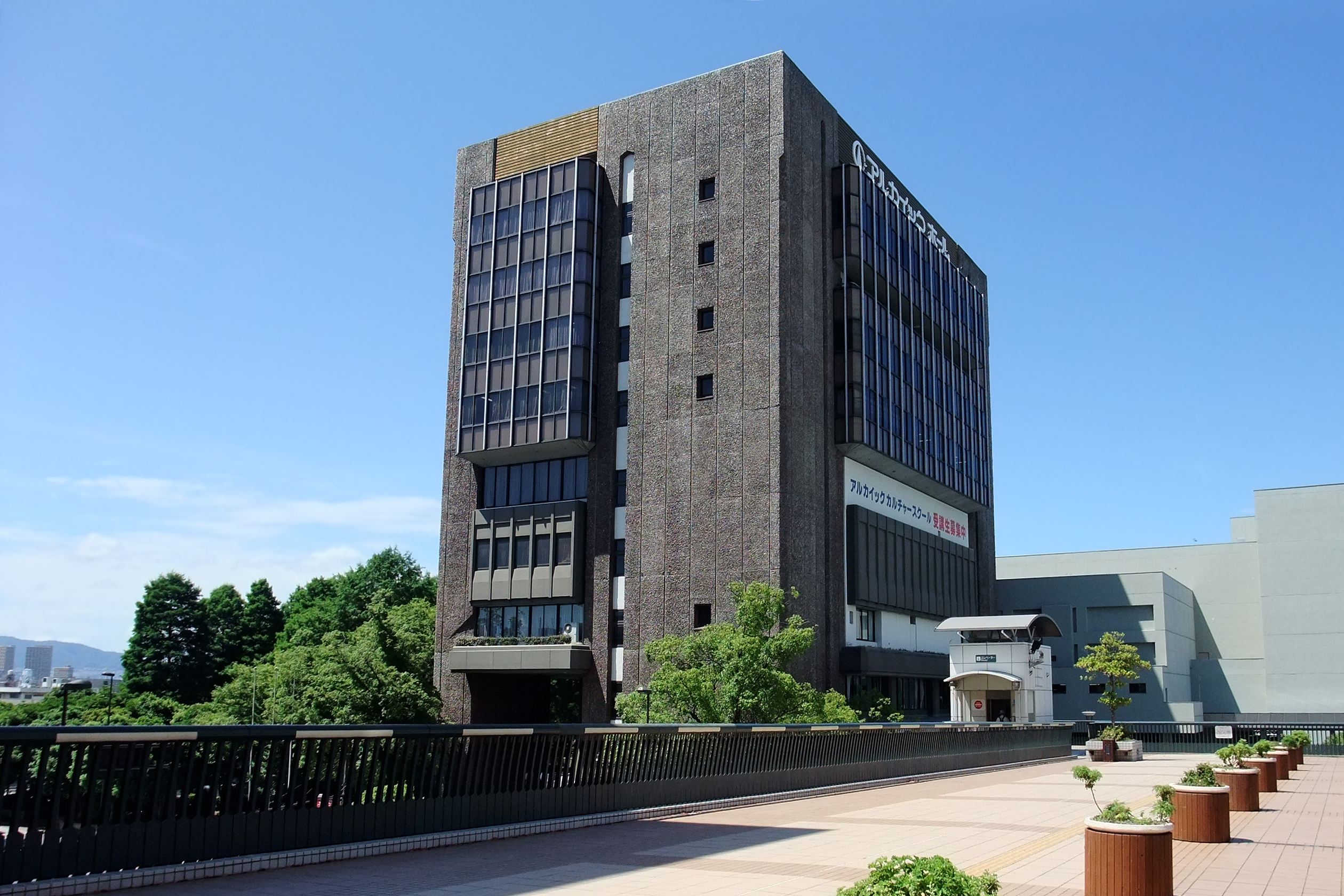
命名権契約前の尼崎市総合文化センター（2011年）
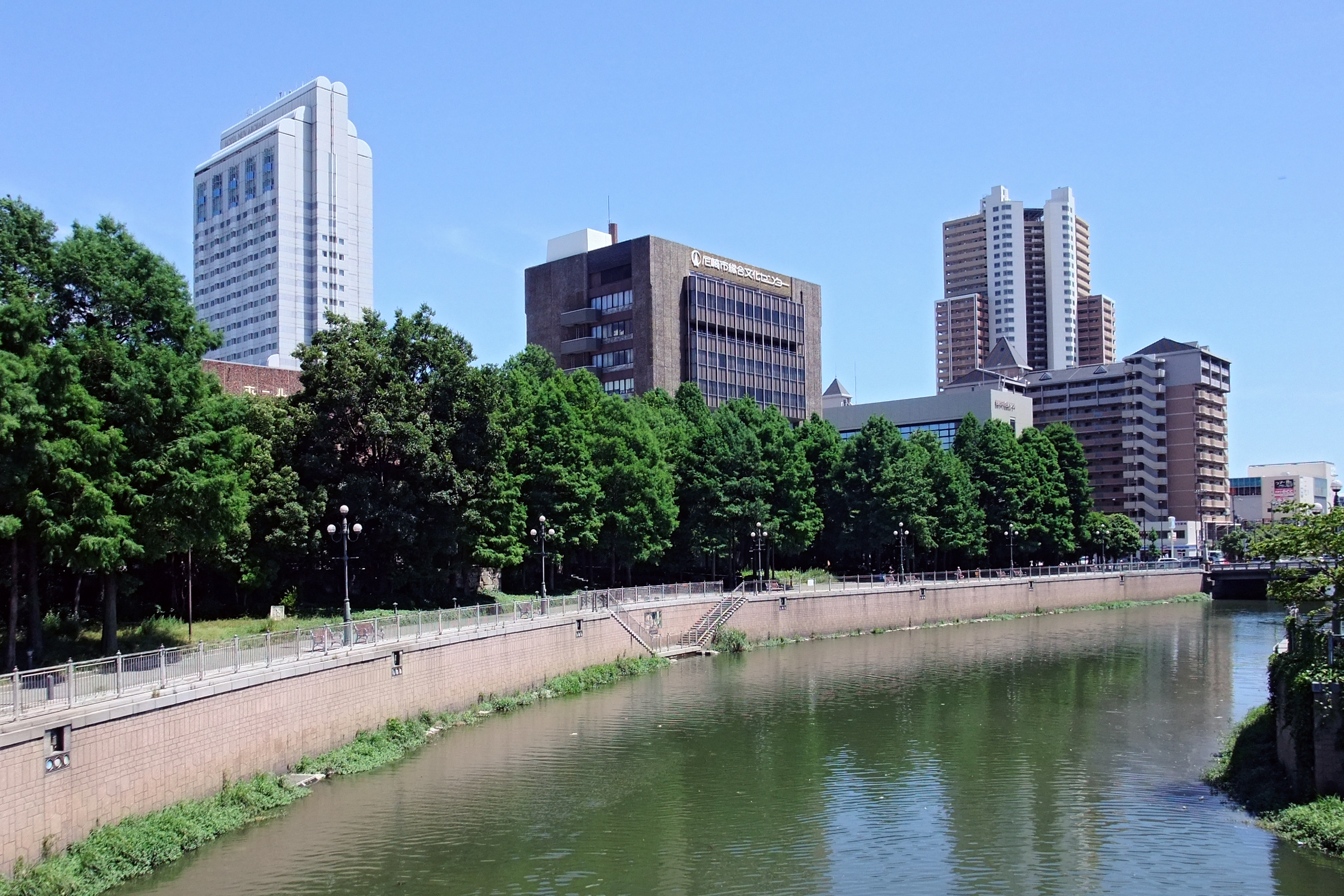
左ホテル棟、中央に文化棟（2011年）
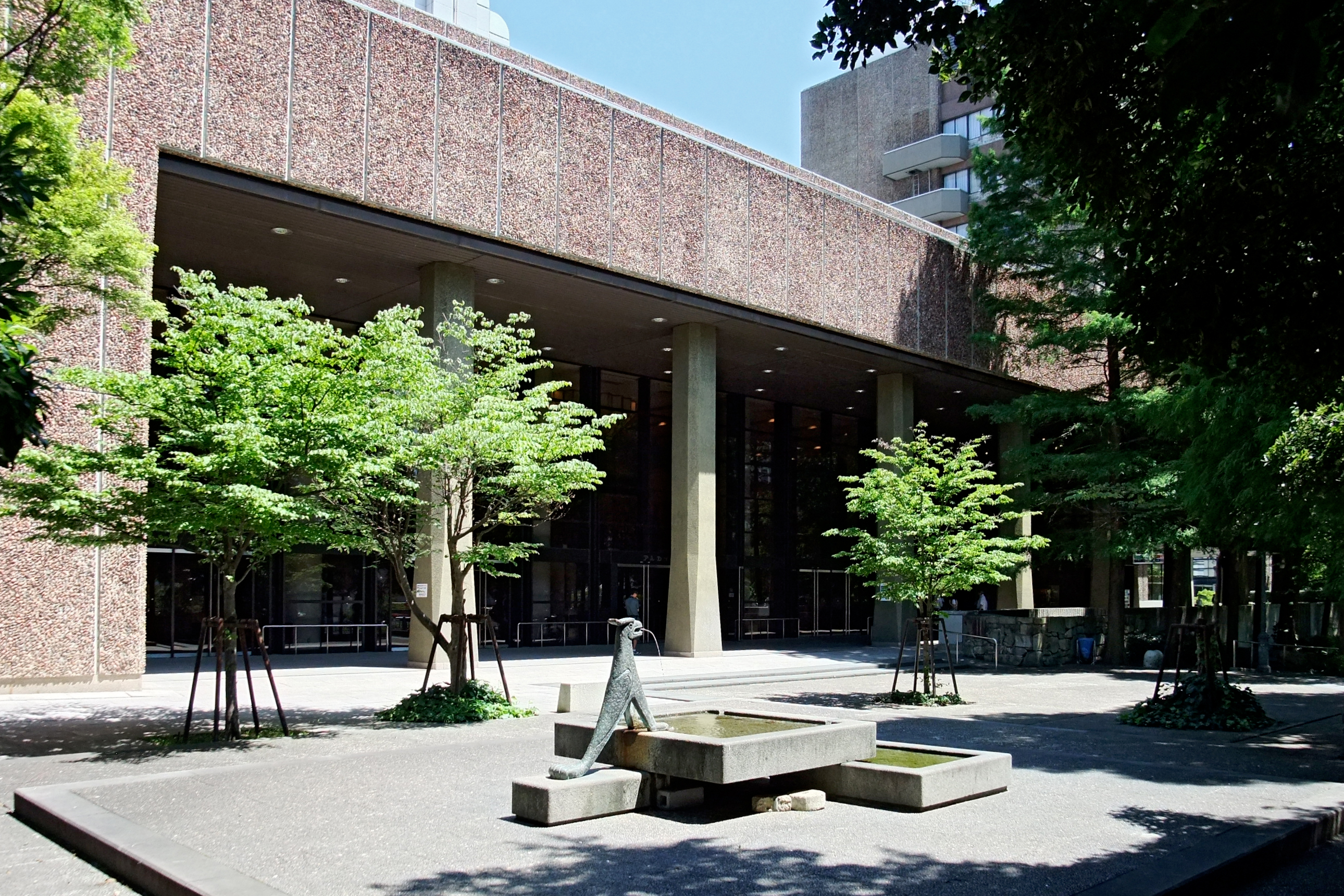
ホール棟（2011年）
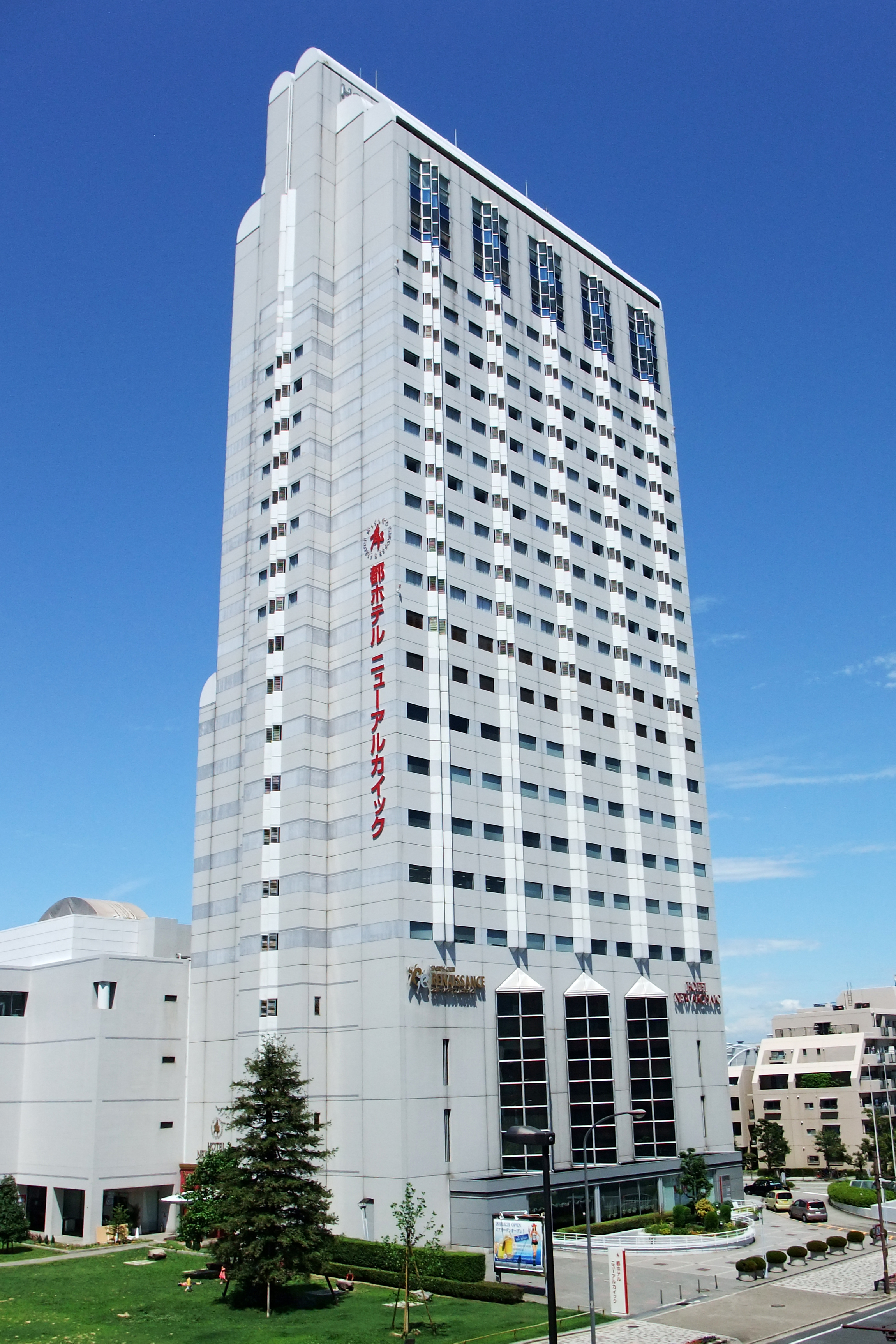
ホテル棟（都ホテルニューアルカイック）（2011年）